# Alphonse Allais
Alphonse Allais (20. říjen 1854 Honfleur – 28. říjen 1905 Paříž) byl francouzský humorista, spisovatel a novinář.

## Život
Pocházel z rodiny lékárníka a příznivce umění. Ten hostil ve svém domě malíře jako byli například Eugène Boudin, Charles-François Daubigny, Gustave Courbet nebo Édouard Manet. Dále jej navštěvoval například básník Charles Baudelaire. Již v mládí pomáhal otci v lékárně a po vojenské službě odešel v roce 1875 do Paříže studovat chemii. Nejprve pracoval jako farmaceut, poté během studia v laboratoři svého učitele Henri Moissana a spolupracoval s Charlesem Crosem při experimentech s barevnou fotografií. Studia zanedbával a nedokončil.
Již během studií začal od roku 1875 přispívat do časopisu Tintamarre (Rámus); později spolu s Félicienem Champsaurem založili časopis Les Écoles. Byl členem montmarterské bohémy. Byl zakladatelem a členem řady kuriózních spolků, jako například klub Les Hydropathes (Klub nepřátel pití vody), jehož členy byli Sarah Bernhardt, Paul Bourget, Guy de Maupassant, Jean Moréas nebo Georges Rodenbach. Spolek pořádal literární večery s provokativními a absurdními výstupy. Někteří členové klubu včetně Allaise se v roce 1881 stali členy kabaretu Le Chat Noir.
V roce 1894 se oženil. Po zániku kabaretu Chat Noir v roce 1897 se uchýlil do ústraní, přičemž nadále psal povídky a tiskl je.
Po jeho smrti vznikl spolek L'Association des authentiques amis d'Alphonse Allais (AAAAA) – Spolek pravých přátel Alphonse Allaise, který popularizuje Allaisovo dílo.

## Dílo
Po odchodu ze studií v roce 1880 ho otec přestal podporovat, a tak se Allais živil psaním povídek a anekdot pro nejrůznější noviny.
Byl jedním z hlavních autorů kabaretu Le Chat Noir v letech 1881–1897 a šéfredaktorem časopisu Chat Noir, který vydávali členové kabaretu v letech 1882–1898. V kabaretu se rovněž setkal s rodákem ze stejné ulice v Honfleur – s Erikem Satie.
Byl autorem anekdot, absurdního humoru, humorných povídek, mystifikací, smyšlených zpráv a odpovědí na dotazy čtenářů a podobně. Byl rovněž autorem řady bizarních vynálezů (např. antifiltr na výrobu splašků z pramenité vody). Napsal několik set krátkých humoristických povídek, které vycházely v nejrůznějších novinách a časopisech. Nejvýznamnější postavou povídek je Kapitán Kap (Le Captain Cap).
Jeho dramatické pokusy neměly ve své době úspěch. Některá díla byla později zfilmována: L'affaire Blaireau – 1923, 1932, 1958; Le Pauvre Bougre et le bon génie – 1965; některé další náměty jeho povídek.

## Spisy

### Výbory povídek
- Oeuvres anthumes (Předsmrtné spisy)
  - À se tordre, (1891, K popukání)
  - Vive la vie!, (1892, Ať žije život!)
  - Pas de bile!, (1893, Jen žádnou zlost!)
  - Le parapluie de l’escouade (1893, Deštník škadrony)
  - Deux et deux font cinq, (1895, 2+2=5)
  - On n'est pas des bœufs, (1896, Nejsme volové)
  - Le Bec en l’air (1897, Zobák ve vzduchu)
- Album primo-avrilesque (1897, Aprílové album)
- Amours, délices et orgues, (1898, Lásky, rozkoše a varhany)
- Pour cause de fin de bail (1899, Za příčinou vypršení nájmu)
- En ribouldinguant (1900, Na flámu)
- Ne nous frappons pas, (1900, Netrapme se)
- Le Captain Cap (1913, Kapitán Kap)

### Román
- L'affaire Blaireau (1899, Případ Blaireau)

### Drama
- Le Pauvre Bougre et le bon génie (1899, Ubohý chlap a dobrý duch)
- Monsieur la Pudeur (1904, Pan Stydlivka) – vaudeville

### Souborné vydání díla
- Oeuvres complètes I–XI, Paris: La Table Ronde, 1965–1970
- Oeuvres/1, Oeuvres anthumes, Paris: Laffont, 1989, ISBN 2-221-05483-0
- Oeuvres/2, Oeuvres posthumes : 1877 à 1905. L'affaire Blaireau, Paris: Laffont, 1990, ISBN 2-221-06737-1

### České překlady
- Kapitán Kap, překlad Jindřich Hořejší, Praha: F. J. Havelka, 1921
- Krásná neznámá, překlad Libuše Konůpková, Praha: Odeon, 1981